# Бондар Богдан Володимирович
Богдан Володимирович Бондар — український воєначальник, генерал-майор Міністерства оборони України, учасник російсько-української війни. Голова Адміністрації Державної спеціальної служби транспорту (2022—2024).

## Життєпис
Станом на 2015 рік — начальник Головного командного центру Збройних сил України.
До 2022 року був заступником командувача Операції об'єднаних сил.
2 березня 2022 року — призначений Головою адміністрації Державної спеціальної служби транспорту.
26 квітня 2024 року — звільнений з посади Голови Адміністрації Державної спеціальної служби транспорту.